# لوبيلية ديكينية
لوبيلية ديكينية (الاسم العلمي:Lobelia deckenii) هي نوع من النباتات تتبع جنس اللوبيلية من الفصيلة الجريسية.